# 温陈乡
温陈乡是中国山东省聊城市茌平县下辖的一个乡。

## 行政区划
温陈乡下辖姜堂村、万庄村、刘佩村、陈庄村、李市村、袁庄村、顾庄村、史西村、黄庄村、张李村、史东村、齐庄村、刘三斗村、温庄村、杜陈村、张公村、谭庄村、刁楼村、史胡村、付集村、金李村、谢天贡村、乌堂村、吴胡同村、沈西村、沈东村、东西杨村、干韩村、宋刘村、五里村、大刁村、张楼村、大李村、史中村、后园村、后石村、小慈村、张会尚村、大慈村、窦庄村、齐西村、南北张村、观尚村、齐东村、马庄村、温侯村、杨楼村、南五里村、金楼村、步庄村、前石村、杭庄村、于庄村、田李村、大赵村、纪庄村、芦仓村、范庄村、刘保村、刘仓村、甄仓村、南陈庄村、小赵村、张明台村、前董村、东张村、后李村、前李村、贾仓村、西张村、杜庄村、王庙村、贾白村、芦翟村、解庄村、付楼村、齐中村、郝庄村、许刘村、店子街村、汪庄村、玉范村。